# Васильєвка (Новосергієвський район)
Васи́льєвка (рос. Васильевка) — село у складі Новосергієвського району Оренбурзької області, Росія.

## Населення
Населення — 156 осіб (2010; 180 у 2002).
Національний склад (станом на 2002 рік):
- казахи — 48 %